# SkyscraperPage
SkyscraperPage (abgekürzt SSP, deutsch Wolkenkratzerseite) ist eine englischsprachige Website von Skyscraper Source Media Inc. mit Sitz in Victoria (British Columbia), Kanada. Das Unternehmen tritt mit Copyright seit 1997 auf. Die Domain SkyscraperPage.com wurde laut Whois-Eintrag am 18. Mai 1999 registriert, nach diesen Angaben vertritt Dylan Leblanc das Unternehmen nach außen.

## Überblick
Die Website wurde mit dem Ziel gegründet, die größte Datenbank von Wolkenkratzern und weiteren Bauwerken zu schaffen, man befasst sich auch mit Architektur. Hierzu zählen vor allem die so genannten ‚skyscraper diagrams‘ (dt.: Wolkenkratzer Diagramme), bei denen Bauwerke grafisch abgebildet werden. Unterhalb des Diagramms werden dann die wichtigsten Daten des Gebäudes aufgeführt: der Name, die Lokalität (Stadt und Land), das Baujahr, der Status, die Anzahl der Stockwerke, die Nutzung sowie die Höhe des Dachs, der Turmspitze und der Antenne (bei manchen Bauwerken können nicht alle dieser drei Zeilen ausgefüllt werden). Skyscraperpage bietet Informationen über Bauwerke der verschiedensten Typen, so gibt es außer Wolkenkratzern auch Fernsehtürme, Sendemasten, Kirchen und Klöster, Schornsteine, Stadien, Silos und niedrigere Gebäude. Diese Datenbank umfasst zurzeit knappe 100.000 Bauwerke, über 49.600 Grafiken existieren (Stand 2015). Es gibt in jedem Staat registrierte Bauwerke, wobei sie sich jedoch in der Anzahl unterscheiden. So sind beispielsweise in den USA und China deutlich mehr Bauwerke in der Datenbank als in Griechenland.
Skyscraperpage.com bietet seit 1999 ein Forum an. Angemeldeten Benutzern steht damit die Möglichkeit zur Verfügung mit anderen Usern zu diskutieren sowie Anträge zur Aufnahme neuer Bauwerke in die Datenbank zu stellen. Darüber hinaus betreibt das Unternehmen auf der Website einen Webshop, über den Poster der Objekte aus der Datenbank und ähnliche Utensilien erworben werden können.

## Diagramme
Bei den Diagrammen (‚skyscraper diagrams‘) werden Bauwerke grafisch verglichen (in Höhe und Design) und dargestellt. Die abgebildeten Grafiken sollen dem echten Bauwerk in Sachen Optik nachempfunden werden. Alle Zeichnungen werden als GIF dargestellt. Gezeichnet werden sie von Usern der Seite, die sich als Illustratoren registriert haben. Die Illustratoren sind ehrenamtliche Benutzer der Seite.
Unterhalb der Grafiken werden einige Daten zum Bauwerk aufgelistet. Skyscraperpage definiert folgende Statuskategorien für Bauwerke:
- Erbaut
- Im Bau
- Bau unterbrochen
- In Planung
- Vision
- Widerrufen
- Fantasy (Bauwerk wurde von Zeichner selbst erfunden)
- Abgerissen bzw. zerstört

Zu den Standarddiagrammen (Stadt- oder Länderdiagramm) gehören nur die ersten vier der oben gelisteten Kategorien. Bei ihren Angaben richtet sich die Webseite nach den Kriterien der international anerkannten Kommission Council on Tall Buildings and Urban Habitat, die für Höhenmessung bei Hochhäusern zuständig ist.
Aus urheberrechtlichen Gründen ist das freie Kopieren oder Veröffentlichen von den Grafiken der Bauwerke nicht möglich. Es kann jedoch in Ausnahmen beantragt werden, eine Lizenz für einzelne Gebäudegrafiken zu erhalten.